# Painter (Virginia)
Painter es un pueblo situado en el condado de Accomack, Virginia  (Estados Unidos). Según el censo de 2010 tenía una población de 229 habitantes.

## Demografía
Según el censo del 2000, Painter tenía 246 habitantes, 104 viviendas, y 69 familias. La densidad de población era de 150,8 habitantes por km².
De las 104 viviendas en un 22,1%  vivían niños de menos de 18 años, en un 47,1%  vivían parejas casadas, en un 19,2% mujeres solteras, y en un 32,7% no eran unidades familiares. En el 31,7% de las viviendas  vivían personas solas el 21,2% de las cuales correspondía a personas de 65 años o más que vivían solas. El número medio de personas viviendo en cada vivienda era de 2,37 y el número medio de personas que vivían en cada familia era de 2,99.
Por edades la población se repartía de la siguiente manera: un 22,8% tenía menos de 18 años, un 9,3% entre 18 y 24, un 23,2% entre 25 y 44, un 19,5% de 45 a 60 y un 25,2% 65 años o más.
La edad media era de 41 años.  Por cada 100 mujeres de 18 o más años  había 69,6 hombres.
La renta media por vivienda era de 19.583$ y la renta media por familia de 31.250$. Los hombres tenían una renta media de 24.167$ mientras que las mujeres 20.469$. La renta per cápita de la población era de 14.350$. En torno al 13,9% de las familias y el 18,5% de la población estaban por debajo del umbral de pobreza.

## Localidades adyacentes
El siguiente diagrama muestra a las localidades más próximas a Painter.